# Lena Malmberg
Lena Malmberg, född 18 februari 1974 i Salem, är en svensk journalist. Malmberg har arbetat på Flamman och var ordförande för Vänsterns Studentförbund mellan år 2000 och 2004.